# José del Río Madrigal
José del Río Madrigal (1935-1985) fue un ingeniero mexicano fundador de la carrera de Ingeniería en Comunicaciones y Electrónica y fundador de  Radio UdG.

## Obras

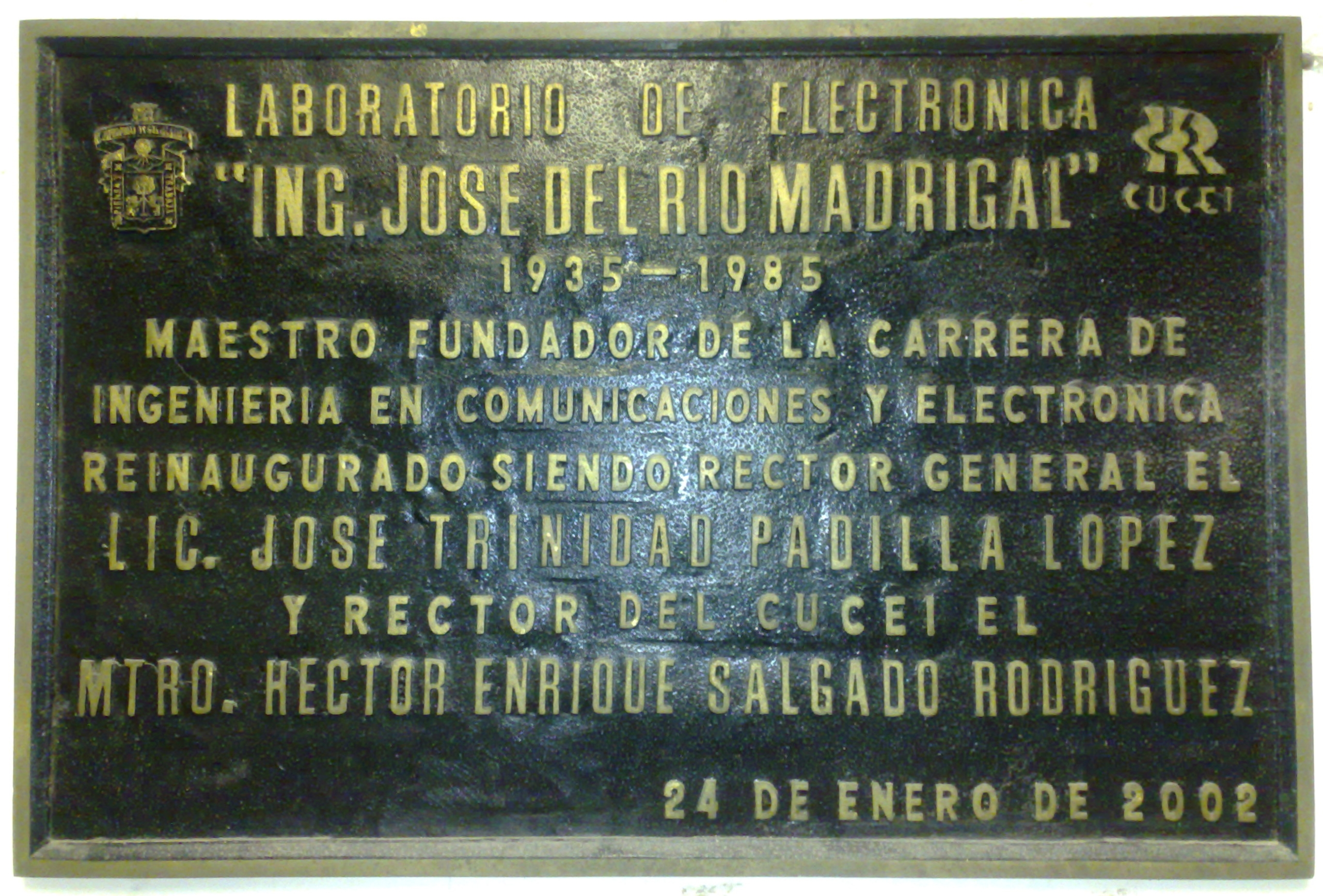
Placa conmemorativa de la reinauguración del Laboratorio de Electrónica de CUCEI "Ing. José del Río Madrigal"

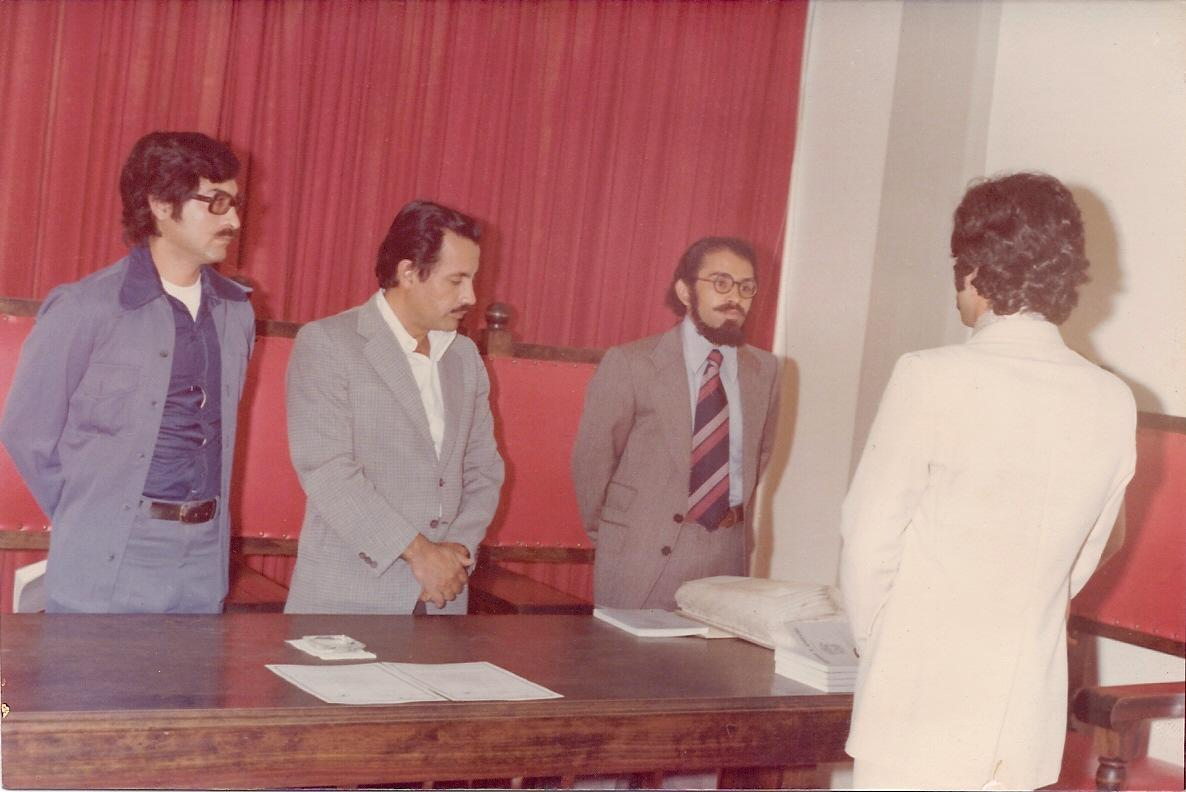
Evento de titulación de Ingeniería con (de izquierda a derecha) Ing. Heriberto Vargas Radillo, Ing. José del Río Madrigal e Ing. Francisco Javier Limón Flores.

Entre sus principales trabajos destaca su participación en la creación la carrera de "Ingeniería en Comunicaciones y Electrónica" con la denominación de "Ingeniería en Electrónica Industrial" en el 2 de septiembre de 1966 junto con el Ing. Antonio Alatorre González siendo el Ing. J. Jesús Moncayo Vázquez director de la Facultad de Ingeniería (hoy Centro Universitario de Ciencias Exactas e Ingenierías) de la Universidad de Guadalajara. Dos años más tarde, José del Río Madrigal consolidó la carrera de "Ingeniería en Comunicaciones y Electrónica" bajo un nuevo plan de estudios siendo él, el nuevo director de dicha escuela en el periodo de a 1971-1974 con el apoyo del coordinador de dicha carrera, él Ing. Werner Rettig Martorel, así como del Ing. Raúl Alberto Torres Juárez, jefe del laboratorio de Electrónica.
Cabe señalar que José del Río Madrigal fue uno de los 49 fundadores del Colegio de Ingenieros Mecánicos Electricistas del Estado de Jalisco.
José del Río Madrigal montó la instalación original de lo que se conoce como  Radio UdG en los jardines del Instituto Tecnológico de la Universidad de Guadalajara. Levantó la antena, y junto con la consola y el transmisor Harris de un kilowatt se creó dicha estación de radio el 30 de mayo de 1974.
En la actualidad, el Laboratorio de Electrónica de Centro Universitario de Ciencias Exactas e Ingenierías) de la Universidad de Guadalajara lleva su nombre reinaugurándolo el 24 de enero del 2002.